# Helina adversa
Helina adversa este o specie de muște din genul Helina, familia Muscidae, descrisă de Malloch în anul 1925. Conform Catalogue of Life specia Helina adversa nu are subspecii cunoscute.